# Everyday III
《Everyday III》는 2014년 1월 3일에 발매된 걸스데이의 세 번째 미니 앨범이다. 타이틀 'Something'은 비슷한 시기에 컴백한 동방신기와 노래 제목이 같아서 큰 관심을 모으기도 했는데 당초 효린에게 제안이 갔으나  반응이 좋지 않아 좌절됐다. 걸스데이는 이 곡으로 각종 프로그램의 1위를 휩쓸며 2011년 '반짝반짝'과 2013년 '기대해' 못지않은 전성기를 누렸다.

## 트랙 리스트
| #            | 제목                  | 작사                    | 작곡                      | 편곡  | 재생 시간 |
| ------------ | --------------------- | ----------------------- | ------------------------- | ----- | --------- |
| 1.           | 〈G.D.P Intro〉       | 데이비드 킴             | 데이비드 킴, Radio Galaxi | 1:34  |           |
| 2.           | 〈Something〉         | 이단옆차기              | 이단옆차기                | 3:20  |           |
| 3.           | 〈휘파람〉            | 이단옆차기              | 이단옆차기, Radio Galaxi  | 3:34  |           |
| 4.           | 〈Show You〉          | 이단옆차기, 데이비드 킴 | 이용환, 텐조와 타스코     | 4:00  |           |
| 5.           | 〈Something〉 (Inst.) |                         | 이단옆차기                | 3:20  |           |
| 총 재생 시간 | 총 재생 시간          | 총 재생 시간            | 총 재생 시간              | 15:08 |           |

1. ↑  김민정 (2014년 3월 20일). “이단옆차기 "걸스데이 '썸씽' 원래는 효린 솔로 곡이었다"”. 이데일리. 2020년 4월 29일에 확인함.